# Май (Климовский район)
Май — опустевший посёлок в Климовском районе Брянской области в составе Плавенского сельского поселения.

## География
Находится в юго-западной части Брянской области на расстоянии приблизительно 15 км на северо-восток по прямой от районного центра посёлка Климово.

## История
Основан в 1924 году. На карте 1941 года отмечен.

## Население
Численность населения: 91 человек (1926 год), 6 (русские 100 %) в 2002 году, 1 в 2010.